# Peter Noack
Peter Noack (* 1937; † 4. März 2008) war ein deutscher Brigadegeneral des Heeres der Bundeswehr.

## Leben
Noack gehörte der Panzeraufklärungstruppe an und war in den 1960er Jahren Zugführer im Panzeraufklärungsbataillon 4. Von 1968 bis 1970 absolvierte er den 11. Generalstabslehrgang Heer an der Führungsakademie der Bundeswehr in Hamburg, wo er zum Offizier im Generalstabsdienst ausgebildet wurde.
Von 1976 bis 1978 war Noack Bataillonskommandeur des Panzeraufklärungsbataillons 4 in der Arnulf-Kaserne in Roding.
1989 war Noack als Oberst im Bundesministerium der Verteidigung in Bonn. In seiner letzten Verwendung war Noack vom April 1990 bis September 1992 Brigadekommandeur der Heimatschutzbrigade 53 in der Panzer-Kaserne in Düren.